# Femmes démon
Pour plus de détails, voir Fiche technique et Distribution.
Femmes démon, ou Démons femelles en Belgique, (titre original en anglais : She Demons) est un film d'aventures fantastique, de science-fiction et d'épouvante réalisé par Richard E. Cunha et sorti en 1958.

## Synopsis
Quatre naufragés, dont la fille d'un milliardaire américain (Irish McCalla), échouent sur une île volcanique non cartographiée, mais dont il apparaît rapidement qu'elle sert de cible aux exercices de l'US Air Force. L'un des naufragés étant rapidement abattu à coups de sagaie, les trois rescapés tentent l'exploration de l'île. Ils découvriront le cadavre d'une jeune femme au visage hideux, puis assistent à une danse exécutée par une douzaine de filles en tenue légère, et découvrent enfin un curieux laboratoire souterrain où un ancien criminel nazi (Rudolph Anders) se livre à d'étranges expériences de transmutation de peau afin de tenter de guérir sa femme gravement brûlée au visage. Les naufragés sont capturés, les deux hommes torturés et la femme d'abord courtisée par le dignitaire nazi, puis destinée à devenir sujet d'expérience. C'est à ce moment-là que le volcan se réveille.

## Distribution
- Irish McCalla : Jerrie Turner
- Tod Griffin : Fred Maklin
- Victor Sen Yung  : Sammy Ching
- Rudolph Anders : le colonel Karl Osler
- Gene Roth : Igor
- Leni Tana : Mona Osler, la femme du colonel (rôle masqué)
- The Diane Nellis Dancers : les danseuses dans la clairière

## Équipe technique
- Réalisation : Richard E. Cunha
- Production : Marc Frederic et Arthur A. Jacobs
- Musique : Nicholas Carras
- Photographie : Meredith Nicholson
- Costumes : Marjorie Corso
- Maquillages : Carlie Taylor
- Seconde unité et assistant de réalisation : Leonard J. Shapiro
- Ingénieur du son : Frank Webster
- Effets spéciaux : Dave Koehler
- Année de sortie : 1958
- Nationalité : USA

## Autour du film
- Le rôle principal féminin est interprété par Irish McCalla, (1928-2002) qui fut Sheena, reine de la jungle. Elle fut l'un des modèles préférés d'Alberto Vargas, le dessinateur de pin-up du magazine Playboy qui la faisait poser nue (les photos y ont d'ailleurs été publiées en 2008)
- Dans les années 1990, le film fut commercialisé en VHS dans sa version originale sous-titrée sous le titre Les Prisonnières de l'île maudite dans une collection estampillée "Craignos Monsters" cautionnée par la revue spécialisée Mad Movies.